# Ballerina (schoen)
Een ballerina of flatje is een soort schoen. Ballerina's zijn gemodelleerd naar balletschoenen, maar zijn niet bedoeld voor sport of dans. De ballerina is een eenvoudige, praktische en functionele damesschoen en is geschikt voor zowel dagelijks gebruik als meer formele en feestelijke gelegenheden.